# منجم الزبيرة
منجم الزبيرة أحد مناجم شركة التعدين العربية السعودية. هو منجم للبوكسايت منخفض التركيز والكاولين، يقع المنجم في منطقة حائل على بعد 65 كم إلى الشمال من منجم البعيثة وحوالي 80 كم شمال بلدة تربة. يتألف الموقع من منجم مفتوح بالإضافة إلى مرافق معالجة، بدأت العمليات الإنتاجية في المنجم عام 2008.

## الوصف
تشير المصادر الجيولوجية إلى أن بوكسايت الزبيرة يبرز بشكل متقطع على امتداد 105 كيلومترات على طول خط امتداد الطبقات الصخرية، بشكل جرف يتراوح ارتفاعه ما بين متر وعشرة أمتار، ويميل ميلًا بسيطًا إلى الشمال الشرقي تحت غطاء يزداد سمكًا. ويشمل ثلاث طبقات متتالية من الأعلى إلى الأسفل: طبقة الصلصال العلوية وهي مؤلفة من بوكسايت حمصي أعيدت إليه السيليكا، بوكسايت حمصي، طبقة الصلصال السفلية وتمثل انتقالا تدرج إلى الصخور الأساسية الأم غير المتحولة، وتضم معادن البوكسايت كلا من البوهمايت والجبسايت مع كمية نزره من الدياسبور ويبلغ معدل نسبة البوهمايت إلى الجبسايت. يقسم راسب البوكسايت الموجود في الزبيرة إلى ثلاث مناطق رئسية امتداد كل واحدة منها حوالي 35 كيلومترا طولا ونحو خمسة كيلومترات عرضًا وهي كالتالي: النطاق الجنوبي ويبعد نحو 45 كيلومترا من بلدة قبه في الشمال الأوسط من السعودية، النطاق الأوسط ويقع بالقرب من قرية الزبيرة، النطاق الشمالي ويبعد نحو 40 كيلومترا شمال قرية الزبيرة.
فازت شركة التعدين العربية السعودية معادن بتطوير راسب البوكسايت لبناء مجمع متكامل لإنتاج البوكسايت بطاقة إنتاج سنوية تبلغ 623.000 طن من الألومنيوم. يتكون مشروع معادن للألومنيوم من المرافق التالية: منجم البوكسايت ويقع في قرية الزبيرة وتقدر طاقة إنتاجه السنوية بحوالي 3.5 مليون طن من خام البوكسايت المكسور.